# Entypoma ferale
Entypoma ferale là một loài tò vò trong họ Ichneumonidae.